# Умершие в октябре 2015 года
Это список известных людей, соответствующих установленным критериям значимости (см. Википедия:Критерии значимости персоналий), умерших в октябре 2015 года.
Причина смерти указывается лишь в исключительных случаях (убийство, самоубийство, гибель в результате военных действий, смертная казнь, ДТП или несчастные случаи). В остальных случаях — не указывается.

## 31 октября
- Антсон, Антс Артурович (76) — советский эстонский конькобежец, чемпион зимних Олимпийских игр в Инсбруке (1964)[1].
- Блатт, Томас (88) — польский писатель, узник лагеря смерти Собибор[2].
- Ведерко, Сергей Михайлович (57) — белорусский теннисист, старший тренер минского Городского центра олимпийского резерва по теннису[3].
- Воронова, Лидия Константиновна (84) — советский и украинский правовед, доктор юридических наук, заслуженный профессор Киевского национального университета имени Тараса Шевченко (2008), заслуженный юрист Украины (2006), лауреат Государственной премии Украины в области науки и техники (2011)[4].
- Выборнов, Александр Иванович (94) — советский военачальник, генерал-лейтенант авиации в отставке, участник Великой Отечественной и Шестидневной войн, Герой Советского Союза (1945)[5].
- Грин, Ховард (90) — американский учёный-медик, пионер в области регенерации кожи, эмерит-профессор Гарвардского университета, член Национальной АН США (1978) и иностранный член Французской АН (1995)[6].
- Громова, Дарина Алексеевна (10 месяцев) — погибшая при крушении рейса 9268 девочка, ставшая символом трагедии[7].
- Линдер, Исаак Максович (94) — советский и российский шахматный историк и литератор[8].
- Карпенко, Николай Андреевич — капитан III ранга советского морского флота.
- Пальмер, Грегг (88) — американский киноактёр[9].
- Саки, Рюдзо (78) — японский писатель, лауреат премии имени Сандзюго Наоки (1975)[10].
- Тойшер, Ганс (78) — немецкий актёр[11].
- Уилкинс, Уильям Бёрд (50) — американский актёр[12].
- Фргич, Иван (62) — югославский борец греко-римского стиля, серебряный призёр летних Олимпийских игр в Монреале (1976)[13].
- Фролов, Иван Павлович (90) — участник Великой Отечественной войны, полный кавалер ордена Славы[14].
- Херберт, Чарлз (66) — актёр американского кино 1950—1960-х годов[15].

## 30 октября
- Гофман, Виктор Генрихович (65) — советский и российский поэт, сын Героя Советского Союза Генриха Гофмана; убийство[16].
- Дофен, Клод (64) — французский бизнесмен, основатель компании Trafigura[17].
- Дэниелс, Мел (71) — американский профессиональный баскетболист, один из лучших игроков Американской баскетбольной ассоциации[18].
- Ихсанов, Аршат Сабитович (84) — советский хозяйственный деятель, директор Стерлитамакского химического завода (1975—1981)[19].
- Маевская, Данута (60) — польская легкоатлетка (метание диска)[20].
- Молинаро, Аль (96) — американский актёр[21][22].
- Мочалов, Николай Иванович (76) — советский и российский тренер по биатлону, заслуженный тренер РСФСР[23].
- Портела Нуньес, Лусидио (93) — бразильский государственный деятель, губернатор штата Пиауи (1979—1983)[24].
- Руйчев, Костадин (91) — болгарский хореограф, основатель фольклорного ансамбля «Пирин»[25].
- Сам, Синан Шамиль (41) — турецкий боксёр-профессионал азербайджанского происхождения, выступавший в супертяжёлой категории, чемпион мира среди любителей (1999)[26].
- Филиппов, Александр Николаевич (73) — советский и российский детский хореограф, художественный руководитель детского ансамбля народного танца «Калинка», заслуженный деятель искусств Российской Федерации (2004)[27].

## 29 октября
- Анохин, Виктор Стефанович (73) — советский и российский юрист, доктор юридических наук, профессор Воронежского государственного университета, председатель Арбитражного суда Воронежской области (1992—2012), заслуженный юрист Российской Федерации[28].
- Бёрден, Лютер (62) — американский баскетболист, бронзовый призёр чемпионата мира (1974)[29].
- Гудилин, Владимир Евгеньевич (77) — руководитель подготовки и пуска ракеты-носителя «Энергия», ракетно-космической транспортной системы «Энергия-Буран», доктор технических наук, почётный гражданин Байконура[30].
- Жеравица, Ранко (84) — югославский тренер по баскетболу[31].
- Заболотный, Василий Макарович (80) — советский хозяйственный, государственный и политический деятель, Герой Социалистического Труда (1974), лауреат Государственной премии СССР (1977)[32][33].
- Присекин, Сергей Николаевич (56) — советский и российский военный художник, действительный член Российской академии художеств (2008), народный художник Российской Федерации (1994)[34].
- Резаханова, Зита Рашидовна (24) — одна из разделённых сиамских сестёр-близнецов Резахановых[35].
- Тульцева, Людмила Александровна (73) — советский и российский этнограф, кандидат исторических наук, автор около 170 научных и научно-популярных работ[36].
- Эльвисте, Херта (92) — советская и эстонская актриса театра «Ванемуйне» (1958—2009) и кино («Лето»), народная артистка Эстонской ССР (1978)[37].
- Ян, Гюнтер (85) — немецкий политик, член ЦК СЕПГ, депутат Народной палаты ГДР, первый секретарь Центрального совета ССНМ (1967—1974), первый секретарь потсдамской окружной организации СЕПГ (1976—1989)[38].

## 28 октября
- Кашуба, Маргарита Сергеевна (84) — советский и российский этнограф, учёный секретарь Института этнологии и антропологии РАН[39].
- Костин, Иван Алексеевич (83) — советский и российский поэт и прозаик[40].
- Кулиев, Борис Хажимусаевич (76 или 77) — советский и российский театральный режиссёр и киноактёр («Синий маршрут», «Раненые камни», «Дорога на край жизни»), главный режиссёр Балкарского драматического театра им. Кайсына Кулиева, профессор Северо-Кавказского государственного института искусств[41].
- Кымытваль, Антонина Александровна (77) — первая профессиональная чукотская поэтесса[42].
- Солоян, Альберт Суренович (66) — заслуженный тренер Республики Армения по велосипедному спорту, главный тренер сборной Ирана (1997—2000), Малайзии (2000—2002), Гонконга (2003—2005), Китая (2005—2006), Армении (2007—2014) и Грузии (2014—2015)[43].
- Трап Керба (76)[значимость?] — российский бард[44][неавторитетный источник].
- Фуэнтес, Николас (74) — перуанский футболист, шестикратный чемпион страны, участник Чемпионата мира по футболу (1970)[45].
- Шарлемань, Диана[англ.] (51) — британская эстрадная певица; рак[46].

## 27 октября
- Анчиполовский, Зиновий Яковлевич (86) — советский и российский историк театра, литературный критик, педагог, публицист[47].
- Аргези, Мицура[рум.] (90) — румынская актриса и политический деятель, член Палаты депутатов Румынии (1996—2004)[48].
- Гендин, Александр Моисеевич (85) — советский и российский философ и социолог, специалист по проблемам методологии социального прогнозирования, философии и социологии образования, член-корреспондент РАО (1992)[49].
- Дрейк, Бетси (92) — американская актриса[50].
- Краснов, Александр Фёдорович (86) — советский и российский травматолог-ортопед, ректор Самарского государственного медицинского университета (1967—1998), академик РАН (2013; академик РАМН с 1993)[51].
- Мацуки, Мию (38) — японская сэйю и певица[52].
- Николай (Мрджя) (87) — епископ Сербской православной церкви, митрополит Дабро-Боснийский[53].
- Притула, Всеволод Всеволодович (78) — советский и российский учёный-металловед, доктор технических наук, профессор ВНИИСТ, филателист, мастер спорта СССР[54].
- Ричесон, Ральф (63) — американский актёр[55].
- Френцль, Альфонс (68) — лужицкий писатель и литературный критик[56].
- Цинговатов, Юрий Львович (66) — советский и российский писатель, публицист, переводчик[57].
- Часелиов, Ада[порт.] (63) — бразильская актриса («Жестокий ангел», «Нежный яд», «Белиссима»)[58][59].

## 26 октября
- Долль, Биргит (57) — австрийская актриса и режиссёр[60].
- Ивченко, Владислав Васильевич (79) — советский и российский экономист, проректор по научной работе Балтийского федерального университета им. И. Канта, профессор, заслуженный работник высшей школы Российской Федерации (2003)[61].
- Каданов, Лео (78) — американский физик, заслуженный профессор Чикагского университета[62].
- Карто, Уиллис (89) — американский политический деятель, основатель Института пересмотра истории (IHR)[63].
- Киннмарк, Ове (70) — шведский шахматист[64][65].
- Кучиев, Эльбрус Борисович (90) — советский и российский врач, общественный деятель, участник Великой Отечественной войны, почётный гражданин города Владикавказа.
- Надзаро, Джузеппе (78) — сирийский католический деятель, настоятель Кустодии Святой Земли (1992—1998)[66].
- Савин, Валерий Александрович (63) — советский и российский историк, доктор исторических наук, профессор Балтийского федерального университета им. И. Канта[67].
- Сарпонг, Сэм (40) — американский актёр, телеведущий и фотомодель; самоубийство[68][69].
- Сентенеро, Рамон (87) — испанский актёр, профессор Высшей школы драматического искусства в Мурсии[70].
- Трубайчук, Людмила Владимировна (66) — советский и российский педагог, специалист в области развития одарённости детей дошкольного возраста и изучения феномена детства, профессор, заведующая кафедрой педагогики и психологии детства Челябинского государственного педагогического университета (с 2005 года), заслуженный работник высшей школы Российской Федерации (2002)[71].

## 25 октября
- Борисевич, Николай Александрович (92) — советский и белорусский физик, государственный и общественный деятель, академик (1969) и президент (1969—1987) Академии наук Белорусской ССР, академик РАН (1991; академик АН СССР с 1981), Герой Социалистического Труда (1978)[72].
- Демир, Фехми (58) — турецкий политический деятель, председатель Партии свободы Турции, борец за права курдов; ДТП[73].
- Джардин, Лиза (71) — британский историк, профессор Университетский колледж Лондона, директор CHIRP, фелло Лондонского королевского общества и Королевского исторического общества[74][75].
- Кобранов, Владимир (88) — чехословацкий хоккеист, серебряный призёр зимних Олимпийских игр в Санкт-Морице (1948)[76].
- Лоло, Сесил (27) — южноафриканский футболист, защитник клуба «Аякс» Кейптаун (с 2010 года); ДТП[77].
- Мамлеев, Юрий Витальевич (83) — российский писатель, драматург, поэт и философ[78].
- Отис, Эмма (114) — американская долгожительница[79].
- Павлова, Нина Александровна (76) — советский и российский писатель и драматург[80].
- Перцова, Наталья Николаевна (70) — советский и российский лингвист, литературовед[81].
- Сондерс, Флип (60) — американский баскетбольный тренер («Миннесота Тимбервулвз»)[82].
- Старцев, Юрий Павлович (78) — советский и российский хозяйственный деятель, генеральный директор Арзамасского приборостроительного завода (1987—2008)[83].
- Чезарани, Дэвид (58) — британский историк, исследователь Холокоста[84].

## 24 октября
- Аль-Масри, Абу Сулейман (?) — сирийский террорист, лидер исламистской группировки «Джабхат ан-Нусра»; убит[85].
- Берри, Майкл (95) — американский правозащитник, борец за права мусульман[86].
- Боусонья, Карлос (92) — испанский поэт и литературный критик[87].
- Дзагнидзе, Гела Бадреевич (40) — российский футболист, игрок брянского «Динамо» (2002—2003, 2004)[88].
- Долинский, Василий Васильевич (60) — советский и российский органист, лауреат международных конкурсов[89].
- Корец, Ян Хризостом (91) — словацкий кардинал, иезуит, епископ Нитры (1990—2005)[90].
- О’Хара, Морин (95) — ирландская и американская актриса и певица, снимавшаяся в вестернах и приключенческих фильмах Джона Форда совместно с Джоном Уэйном[91].
- Пасечник, Сергей Иванович (57) — советский футболист, выступавший в составе московского ЦСКА (1979—1984)[92].
- Печенников, Валерий Андреевич (74) — советский государственный и партийный деятель, председатель Минского городского исполнительного комитета (1983—1985), секретарь ЦК КПБ[93].
- Салманова, Гюльнар Алифага кызы (59) — советская и азербайджанская актриса, артистка Азербайджанского государственного музыкального театра (с 1981 года), заслуженная артистка Республики Азербайджан (2001)[94].
- Хемлин, Маргарита Михайловна (55) — российская писательница[95].
- Цао Ин (92) — китайский переводчик русской и советской литературной классики[96].

## 23 октября
- Андерсон, Мэрфи (89) — американский художник комиксов, создатель Затанны[97].
- Бейли, Джейк[англ.] (37) — американский голливудский визажист[98].
- Берже, Пьер (47) — французский бизнесмен, генеральный директор и председатель правления Eiffage SA[99].
- Голд, Грег (63) — американский режиссёр-клипмейкер и сооснователь студии Propaganda Films[100].
- Йохансен, Роар (80) — норвежский футболист[101].
- Котлов, Василий Сергеевич (96) — советский лётчик-испытатель, Герой Советского Союза (1957)[102].
- Кульдяев, Олег Владимирович (86) — советский и российский композитор-песенник, заслуженный работник культуры РСФСР (1978)[103].
- Лубкивский, Роман Марьянович (74) — советский и украинский писатель, государственный и общественный деятель, дипломат[104].
- Менкенов, Гаря Гакович (92) — старший гуртоправ совхоза «Ергенинский» Приозёрного района Калмыцкой АССР, Герой Социалистического Труда (1971)[105].
- Чжу Мучжи (98) — китайский государственный деятель, министр культуры КНР (1982—1986)[106].
- Робертс, Джимми (75) — канадский хоккеист, пятикратный победитель Кубка Стэнли в составе «Монреаль Канадиенс» (1965, 1966, 1973, 1976, 1977)[107].
- Смит, Стэнли Гейлен (89) — американский ботаник-флорист[108].
- Тумбурус, Париде (76) — итальянский футболист, защитник «Болоньи» (1959—1968) и сборной Италии, чемпион Италии 1964 года[109].
- Хулак, Крунослав (64) — югославский и хорватский шахматист, гроссмейстер (1976)[110].

## 22 октября
- Алтан, Четин (88) — турецкий журналист и писатель[111].
- Бутузов, Андрей (59) — советский и российский музыкант, бас-гитарист блюз-роковой группы CrossroadZ[112].
- Витченко, Сергей Дмитриевич (47)[значимость?] — российский актёр, артист Ростовского академического театра драмы им. М. Горького (с 1996 года), сын актёров Дмитрия Витченко и Светланы Сиротюк-Витченко[113].
- Кёксал, Йылмаз (76) — турецкий актёр[114][115].
- Кляйн, Арнольд (70) — американский дерматолог, «отец ботокса»[116].
- Тюрина, Любовь Николаевна (72) — советская волейболистка, чемпионка СССР, чемпионка мира и Европы, чемпионка Летних Олимпийских игр 1972 года[117].
- Тянь Фэн (87) — тайваньский и гонконгский актёр[118].
- Уилер, Джошуа (39) — американский военный деятель, мастер-сержант Армии США; убит[119].
- Феррер, Хуан (60) — кубинский дзюдоист, серебряный призёр летних Олимпийских игр в Москве (1980)[120].
- Хавари, Реза (?) — иранский военный деятель, бригадный генерал Корпуса стражей Исламской революции, советник вооружённых сил Сирии; убит[121].

## 21 октября
- Болдуин, Питер (82) — британский актёр[122][123].
- Бучар, Франце (92) — словенский государственный деятель, юрист и литератор, председатель Государственного собрания Словении (1990—1992)[124].
- Зависляк, Анджей (78) — польский государственный деятель и учёный, депутат Сейма Польши 10-го созыва (1989—1991), министр торговли и промышленности Польши (1991)[125].
- Инджелс, Марти[англ.] (79) — американский актёр, муж Ширли Джонс[126][127].
- Мичер, Майкл (75) — британский государственный деятель, депутат Палаты общин от округа Олдем-Вест и Ройтон, министр окружающей среды Великобритании (1997—2003)[128].
- Мур, Норман (92) — британский эколог[129][130].
- Николаева, Татьяна Михайловна (82) — советский и российский лингвист, профессор, член-корреспондент РАН (2000)[131].
- Соломуха, Антон Павлович (69) — французский художник и фотограф украинского происхождения, иностранный член Академии искусств Украины[132].
- Сталидзане, Евгения (70) — латвийский политический деятель, депутат Сейма Латвии (1998—2006)[133].
- Стил, Йен (86) — британский велосипедист, победитель велогонки Мира (1952) (о смерти объявлено в этот день)[134].
- Темиряев, Мирон Михайлович (81) — советский и российский кинооператор художественных и документальных фильмов («Человек-амфибия», «Осетинская легенда»), заслуженный работник культуры Северной Осетии[135].
- Уэллс, Кори (74) — американский певец (Three Dog Night)[136].

## 20 октября
- Гарклавс, Сергей Иванович (87) — священнослужитель Православной Церкви в Америке на покое, духовник братии Тихвинского Богородичного Успенского монастыря, последний хранитель Тихвинской иконы Божией Матери[137].
- Кумар, Ашвини (93) — индийский спортивный деятель, вице-президент МОК (1983—1987)[138].
- Магальяес, Иона (80) — бразильская актриса («Новая жертва»)[139][140].
- Сегура, Фернандо (79) — испанский скульптор[141].
- Чербаев, Виктор Иванович (85) — токарь Одесского завода тяжелого краностроения имени Январского восстания, Герой Социалистического Труда (1971)[142].
- Царёв, Анатолий Иванович (80)[значимость?] — советский и российский публицист, писатель и журналист, кандидат философских наук, биограф и исследователь творчества М. А. Шолохова[143].

## 19 октября
- Георгадзе, Амиран Георгиевич (55) — российский бизнесмен грузинского происхождения, известный как «красногорский стрелок»[144].
- Гринер, Рон (81) — британский футболист[145].
- Крючков, Юрий Семёнович (87) — советский и украинский учёный-кораблестроитель и краевед, доктор технических наук (1973), профессор (1977), заслуженный работник культуры Украины (1992)[146].
- Лещёв, Александр Георгиевич (86) — советский и российский конструктор подводных лодок, создатель серии подводных лодок «Чайка»[147].
- Маккелл, Флеминг (86) — канадский хоккеист, двукратный обладатель Кубка Стэнли в составе «Торонто Мейпл Лифс» (1949, 1951)[148].
- Мурова, Алла Фёдоровна (79)[значимость?] — советская и российская оперная певица, преподаватель Новосибирской консерватории, вдова композитора Аскольда Мурова[149].
- Тарасенко, Александр Георгиевич (73) — советский и российский актёр и режиссёр, артист Воронежского театра юного зрителя (с 1964 года) и Камерного театра, народный артист Российской Федерации (1997)[150].
- Трейки, Али (76—77) — ливийский дипломат и государственный деятель, министр иностранных дел Ливии (1976—1982, 1984—1986)[151].
- Д. С. Уилкатт (92) — американский баскетболист[152].

## 18 октября
- Буржуа, Андре (87) — бельгийский государственный деятель, министр малого и среднего бизнеса и сельского хозяйства Бельгии (1992—1995)[153].
- Аль-Гитани, Гамаль (70) — египетский писатель-прозаик, журналист[154].
- Замышляк, Григорий Михайлович (59) — советский и российский военный, участник первой чеченской войны, Герой Российской Федерации (1995)[155].
- Зерталь, Адам (79) — израильский археолог, профессор Хайфского университета[156].
- Маевская, Валентина Григорьевна (86) — советский и украинский архитектор[157].
- Плестер, Дитрих (93) — немецкий врач, отоларинголог, отохирург, профессор Тюбингенского университета, основатель тюбингенской школы микрохирургии уха, член Леопольдины (1984)[158][159].
- Санафи ан-Наср (?) — сирийский террорист, лидер террористической группировки «Хорасан»; убит[160].
- Соколов-Беллонин, Владимир Борисович (78) — советский и российский актёр Саровского театра им. Н. И. Собольщикова-Самарина, заслуженный артист Российской Федерации (1997)[161].
- Тетерин, Дмитрий Александрович (44) — российский пианист, лауреат международных конкурсов[162].
- Трофимов, Юрий Александрович (83) — советский футболист, тренер («Текстильщик»), мастер спорта СССР[163].
- Уоткинс, Фрэнк (47) — американский музыкант, бас-гитарист группы Obituary (1989—2010)[164].
- Фаркуар, Роберт (83) — американский специалист НАСА, впервые разработавший гало-орбиты[165].
- Чупров, Владимир Иванович (73) — советский и российский историк-северовед, доктор исторических наук, профессор[166].
- Шишко, Сильвестр[пол.] (85) — польский кинорежиссёр и сценарист[167].
- Эйприл, Франклин (31) — намибийский футболист, защитник клуба «Сивикс» и сборной Намибии[168].

## 17 октября
- Атаянц, Григорий Атанесович (91) — участник Великой Отечественной войны, последний участник освобождения города Пятигорска от фашистских захватчиков[169].
- Битюцкий, Игорь Евгеньевич (48) — советский и российский актёр театра на Покровке и кино («Я объявляю вам войну», «Патриотическая комедия», «Кавалеры морской звезды»)[170].
- Вуд, Кристофер (79) — британский писатель и сценарист («Шпион, который меня любил», «Лунный гонщик»)[171].
- Делорм, Даниэль (89) — французская актриса и продюсер[172].
- Кендалл, Ховард (69) — британский футболист и тренер, выступавший за английский «Эвертон» (1967—1974, 1981) и тренировавший этот клуб (1981—1987)[173].
- Кривошеев, Николай Михайлович (88) — машинист железнодорожного крана строительного поезда № 167 треста «Горьктрансстрой», Герой Социалистического Труда (1971)[174].
- Лизин, Анн-Мари (66) — бельгийский политический и государственный деятель, председатель Сената Бельгии (2004—2007)[175].
- Парчевский, Владимир Николаевич (71) — прокурор Тверской области (1993—2000)[176].
- Роджерс, Натали (87) — американский психолог и психотерапевт, дочь Карла Роджерса[177] Архивная копия от 28 января 2020 на Wayback Machine.

## 16 октября
- Бражников, Юрий Михайлович (77) — советский и российский тренер по боксу, заслуженный тренер СССР (1980)[178].
- Бурцев, Михаил Иванович (58) — советский фехтовальщик, чемпион летних Олимпийских игр в Монреале (1976) и в Москве (1980)[179].
- Гарсиа Ален, Лусьяно (87) — испанский этнограф[180].
- Гордукалова, Галина Феофановна (64) — советский и российский историк и культуролог, доктор педагогических наук, профессор кафедры документоведения и информационной аналитики Санкт-Петербургского государственного университета культуры и искусств[181].
- Кручина, Виктор Павлович (43) — украинский актёр и режиссёр театра и кино («Богдан-Зиновий Хмельницкий», «Утёсов. Песня длиною в жизнь», «Доярка из Хацапетовки-3»)[182].
- Муратова, Зубаржат Закировна (76) — советская и российская журналистка, председатель правления Союза журналистов Астраханской области, заслуженный работник культуры Российской Федерации (1994)[183].
- Найдук, Осип Михайлович (81) — украинский актёр и композитор, заслуженный артист Украины (2008)[184].
- Рагозин, Александр Иванович (61) — советский и российский тренер по боксу, заслуженный тренер России (2003), заслуженный работник физической культуры Российской Федерации (2005)[185].
- Уильямс, Вера (88) — американская детская писательница, лауреат медали Калдекотта (1983)[186].
- Ун, Мемдух (95) — турецкий режиссёр, продюсер, актёр и сценарист[187][188].
- Хохлов, Александр Николаевич (86) — советский и российский синолог, историк, архивист и путешественник[189].

## 15 октября
- Быстров, Георгий Васильевич (71) — эстонский политик, хозяйственный и общественный деятель, мэр Маарду (1996—2013, 2015)[190].
- Воскобойник, Игорь Иванович (62)[значимость?] — основатель и президент телекомпании «Каскад» (Тульская область)[191].
- Гнатюк, Наталья Павловна (65) — советская и российская писательница, поэтесса, игрок в настольный теннис, тренер и судья[192].
- Краснер, Владимир Григорьевич (88) — советский, казахстанский и израильский писатель, поэт-песенник и педагог[193].
- Мейланов, Руслан Пирметович (65) — советский и российский дагестанский физик-теоретик, доктор физико-математических наук, профессор, заместитель директора Института проблем геотермии ДНЦ РАН[194].
- Нектарий (Пападакис) (64) — епископ полуавтономной Критской православной церкви в составе Константинопольской православной церкви, митрополит Петрийский и Херсонисский, ипертим и экзарх Карпатского моря[195].
- Половинкин, Николай Павлович (84) — сын полка, участник Великой Отечественной войны. Генерал-майор в отставке, награждён орденами и медалями.
- Тейлор, Кеннет (81) — посол Канады в Иране (1979), прототип героя фильма «Операция Арго»; рак[196].
- Филиппенков, Сергей Александрович (44) — российский футболист и тренер, полузащитник московского ЦСКА (1998—2001)[197].
- Хаффман, Нейт (40) — американский профессиональный баскетболист, победитель и самый ценный игрок регулярного сезона Супролиги ФИБА 2001 года в составе команды «Маккаби» (Тель-Авив)[198].

## 14 октября
- Анненков, Борис Глебович (63) — советский и российский учёный, член-корреспондент РАСХН (2003) и РАН (2014)[199].
- Балгимбаев, Нурлан Утепович (67) — казахстанский государственный деятель, премьер-министр Казахстана (1997—1999)[200].
- Диккерсон, Марианна (54) — американская легкоатлетка, серебряный призёр чемпионата мира в Хельсинки (1983)[201].
- Кереку, Матьё (82) — бенинский военный и государственный деятель, президент Бенина (1972—1991, 1996—2006)[202].
- Мильштейн, Олег Сергеевич (69) — молдавский и российский композитор, аранжировщик, основатель и художественный руководитель ВИА «Оризонт»[203].
- Михай, Флоренца (60) — румынская теннисистка, финалистка Открытого чемпионата Франции (1977); рак[204].
- Овсянников, Михаил Константинович (88) — советский и российский учёный, доктор технических наук, профессор Государственного университета морского и речного флота им. адмирала С. О. Макарова[205].
- Раймо, Арво (74) — советский и эстонский актёр театра «Угала» (с 1960 года) и кино («Кобра»)[206].
- Рамирес, Ванина (38) — аргентинская актриса[207].
- Рябов, Гелий Трофимович (83) — советский следователь, помощник министра внутренних дел СССР; советский и российский литератор, кинорежиссёр, сценарист[208].
- Тахилиани, Радхакришна Харирам (85) — индийский государственный и военный деятель, начальник штаба ВМС Индии (1984—1987), губернатор штата Сикким (1990—1994)[209].
- Фридман, Клара (95) — израильская шахматистка[210].

## 13 октября
- Андерсон, Джон Кинлох (91) — американский учёный-антиковед, эмерит-профессор классической археологии Калифорнийского университета в Беркли[211][212] Архивная копия от 10 октября 2017 на Wayback Machine.
- Герелес, Александр Васильевич (59) — советский, российский и украинский актёр театра и кино («Дорога на Сечь», «Ржевский против Наполеона», «Страсти по Чапаю», «Нюхач»)[213].
- Жылкайдаров, Сакен Егинбаевич (58) — советский и казахстанский государственный деятель, депутат Мажилиса Парламента Казахстана V созыва (с 2012 года)[214].
- Козубек, Лидия (88) — польская пианистка и педагог, профессор[215].
- Орлов, Вячеслав Евгеньевич (69) — советский и российский театральный деятель, директор Московского драматического театра им. Пушкина (1979—2012)[216].
- Титов, Анатолий Михайлович (80) — советский и российский художник, народный художник Российской Федерации (1997)[217].
- Хайд, Брюс (74) — американский актёр («Звёздный путь»), профессор Государственного университета Сент-Клауда[218].

## 12 октября
- Алиев, Сакит (49) — советский и азербайджанский футболист и тренер[219].
- Борисов, Алексей Филатович (86) — советский и украинский футболист, судья Всесоюзной категории по футболу (1962—1977)[220].
- Капрари, Серджо (83) — итальянский боксёр полулёгкой весовой категории, серебряный призёр Олимпийских игр в Хельсинки (1952)[221].
- Кигода, Абдалла (61) — танзанийский государственный деятель, министр промышленности и торговли (с 2012)[222].
- Кинг, Пол (63) — британский промоутер и менеджер шоу-бизнеса[223].
- Кырджа, Левент (67) — турецкий актёр[224].
- Лесли, Джоан (90) — американская актриса и танцовщица[225].
- Лилейченко, Алексей Трофимович (77) — комбайнёр колхоза «Родина» Орловского района Ростовской области, Герой Социалистического Труда (1973)[226].
- Мохтарбанд, Хамид (Абу Захра) (?) — иранский военный деятель, бригадный генерал Корпуса стражей Исламской революции, бывший командир 1-й бригады «Хазрат Хаджат»; убит[227].
- Мюллер, Джордж (97) — американский конструктор космических аппаратов, разработчик программы по высадке человека на Луну[228].
- Нарикбаев, Максут Султанович (75) — казахстанский государственный деятель, Генеральный прокурор Республики Казахстан (1995—1996), Председатель Верховного суда Республики Казахстан (1996—2000)[229].
- Пан Сюэцинь (86) — китайский актёр[230].
- Проктор, Джордж Ричардсон (95) — американский ботаник[231].
- Ригер, Геннадий (67) — израильский политический деятель, депутат Кнессета, один из основателей партии Исраэль ба-Алия[232].
- Фэррингтон, Коллин (79) — американская фотомодель и певица ночных клубов, мать Дайан Лейн[233].
- Хакимова, Софья Хафизовна (90) — советский и таджикский гинеколог, член-корреспондент РАМН (1992; член-корреспондент АМН СССР с 1969), член-корреспондент РАН (2014)[234].
- Хасунизаде, Фаршад (?) — иранский военный деятель, генерал-майор Корпуса стражей Исламской революции, бывший командир бригады «Саберин»; убит[227].
- Шкурко, Тамара Ивановна (86 или 87) — советский агрохимик, кандидат сельскохозяйственных наук, звеньевая колхоза «Чирвоная нива» Брагинского района Полесской области Белорусской ССР, Герой Социалистического Труда (1948)[235].

## 11 октября
- Гарбетт, Хорхе (60) — парагвайский композитор и музыкант[236].
- Кардона, Рикардо (63) — колумбийский боксёр, чемпион мира в лёгком весе (1978—1980)[237].
- Кошелева, Маргарита Николаевна (75) — советская, российская и украинская киноактриса[238].
- Ларцев, Сергей Семёнович (79) — советский военный лётчик, первый заместитель председателя Московского комитета ветеранов войны, заслуженный военный лётчик СССР[239].
- Мажитов, Нияз Абдулхакович (82) — советский и российский археолог, вице-президент Академии наук Республики Башкортостан (2006—2012)[240].
- Лирунган, Оджи (58) — индонезийский художник, один из самых известных представителей сюрреализма в Индонезии[241].
- Никонов, Кирилл Иванович (77) — советский и российский религиовед и философ, специалист по философии религии, религиоведению и религиозной антропологии[242].
- Пинигин, Владимир Кириллович (74) — советский и украинский художник-график[243].
- Селезнёв, Виктор Андреевич (83) — советский актёр, стрелок, мастер спорта СССР, заслуженный тренер РСФСР[244].
- Талиновский, Борис Хунович (62) — украинский футбольный журналист и писатель[245].
- Умаханов, Магомед-Салам Курбанович (77) — советский и российский дагестанский ученый-историк, доктор исторических наук, ведущий научный сотрудник Института истории, археологии и этнографии ДНЦ РАН[246].
- Хант, Дэвид (54) — американский автогонщик и бизнесмен, брат автогонщика Джеймса Ханта[247].
- Цаголов, Ким Македонович (85) — российский военный и государственный деятель, заместитель министра по делам федерации и национальностей (1999—2000)[248].
- Шенфинкель, Юрий Ильич (88) — советский и российский авиаконструктор, заместитель генерального конструктора по системам управления самолётом филиала компании — ОКБ Сухого, лауреат Государственной премии СССР, заслуженный конструктор Российской Федерации (1999)[249].
- Эльрод, Робер (93) — французский англист, шекспировед, член Британской академии (1986)[250][251].
- Яковлев, Анатолий Тимофеевич (74) — советский и российский учёный, изобретатель и организатор производства в области электронной промышленности, Герой Социалистического Труда (1981)[252].

## 10 октября
- Ахмедова, Нурия Алиага кызы (64) — советская и азербайджанская актриса театра и кино («Мерзавец», «Газельхан», «Тахмина»), народная артистка Азербайджана (2007)[253].
- Бехер, Хилла (81) — немецкий фотохудожник, жена фотохудожника Бернда Бехера[254].
- Бритвич, Саша (50) — хорватский дирижёр[255].
- Вершловский, Семён Григорьевич (84) — советский и российский педагог, доктор педагогических наук, профессор, специалист в области андрагогики и непрерывного образования[256].
- Галяутдинов, Ишмухамет Гильмутдинович (67) — советский и российский языковед, член-корреспондент Академии наук Республики Башкортостан (1995), доктор филологических наук, профессор, заслуженный работник культуры Российской Федерации (2005)[257].
- Драбкин, Яков Самойлович (97) — советский и российский германист, доктор исторических наук, профессор, главный научный сотрудник Института всеобщей истории РАН, заслуженный деятель науки РФ[258].
- Кедрина, Людмила Владимировна (54) — российская горнолыжница, тренер, мастер спорта СССР международного класса по горным лыжам, десятикратная чемпионка России по горнолыжному спорту[259].
- Мазур, Николай Иванович (67) — украинский скульптор и живописец, заслуженный (1996) и народный (2008) художник Украины[260].
- Маккей, Стив (66) — американский саксофонист (The Stooges)[261].
- Манорама (72) — индийская актриса[262].
- Скафф, Элиас (67) — ливанский государственный деятель, министр промышленности и министр сельского хозяйства (2003—2005)[263].
- Хек, Ричард (84) — американский химик, открывший реакцию Хека, лауреат Нобелевской премии по химии (2010)[264].

## 9 октября
- Апоян, Шушаник Арутюновна (91) — армянский музыковед, пианистка и музыкальный педагог, кандидат искусствоведения (1962), профессор Ереванской государственной консерватории имени Комитаса (1987)[265].
- Баррозу, Клаудия (83) — бразильская эстрадная певица и композитор[266].
- Джайн, Равиндра (71) — индийский композитор[267][268].
- Ду Жуньшэн (102) — китайский экономист и государственный деятель[269].
- Дункан, Рэй (84) — американский предприниматель и виноторговец, основатель компаний Duncan Oil и Silver Oak Cellars[270].
- Коу, Кеннет (90) — американский ученый-фармацевт, изобретатель лекарства золофт[271].
- Koopsta Knicca (40) — американский рэпер (Three 6 Mafia)[272].
- Ларри, Роузен (75) — американский джазовый продюсер[273].
- Мейер, Дэйв (62) — американский баскетболист («Милуоки Бакс»)[274].
- Маннкопфф, Андреас (76) — немецкий актёр[275].
- Парр, Джерри (85) — агент Секретной службы США, спасший президента Рональда Рейгана во время покушения на него[276].
- Созонов, Александр Андреевич (80) — советский и российский организатор производства, директор птицефабрики «Боровская» (Тюменская область) (1979—2008), Герой Социалистического Труда (1986)[277].
- Торик, Борис Яковлевич (83) — советский и российский оперный певец и театральный художник, главный художник Омского музыкального театра, профессор[278].
- Уоттс, Рональд (86) — канадский политолог, ректор университета Куинс в Кингстоне (1974—1984), член Королевского общества Канады[279].
- Уэр, Дерек (77) — британский актёр[280][281].
- Фильваров, Генрих Иосифович (88) — советский и украинский архитектор, директор киевского Института урбанистики[282].
- Ханикомб, Гордон (79) — британский актёр и сценарист[283].
- Хау, Джеффри (88) — британский государственный деятель, министр иностранных дел Великобритании (1983—1989)[284].
- Цытович, Вадим Николаевич (86) — советский и российский физик-теоретик, доктор физико-математических наук, профессор МФТИ, главный научный сотрудник Института общей физики имени А. М. Прохорова РАН[285].
- Штейн, Павел Семёнович (64) — российский государственный деятель, член Совета Федерации Федерального Собрания Российской Федерации от Амурской области (1994—1996)[286].
- Эскюдеро, Лени (82) — французский эстрадный певец и композитор[287].

## 8 октября
- Балабуев, Михаил Юрьевич (60) — советский и российский спортсмен, тренер, чемпион России по петанку[288].
- Булавко, Виктор Константинович (83) — советский вирусолог, военный медик, лауреат Государственной премии СССР[289].
- Даймонд, Джим (64) — британский певец[290].
- Даугуветите, Галина Борисовна (88) — советская и литовская актриса и кинорежиссёр, дочь режиссёра Бориса Даугуветиса[291].
- Дейвис, Ричард (89) — британский актёр[292][293].
- Каримова, Хабиба (92) — советская и таджикская учительница, Герой Социалистического Труда (1978)[294].
- Кристал, Генри (90) — американский психиатр и психоаналитик[295].
- Куценко, Виктор Владимирович (77) — советский и российский военный и общественный деятель, эколог[296].
- Немешкюрти, Иштван (90) — венгерский историк, актёр, продюсер и сценарист («Звёзды Эгера»)[297].
- Пилюгин, Анатолий Викторович (?) — советский и российский режиссёр и концертный деятель, заслуженный работник культуры Российской Федерации (1999)[298].
- Скальоне, Массимо (84) — итальянский режиссёр[299].

## 7 октября
- Аллен, Джил (97) — американский художник кино, президент Академии кинематографических искусств и наук (1983—1985)[300].
- Галлатин, Гарри (88) — американский баскетболист («Нью-Йорк Никс»)[301].
- Дропси, Доминик (63) — французский футболист, вратарь («Бордо») и сборной Франции (1978—1981)[302].
- Заварина, Антонина Александровна (87) — советский и латвийский историк-этнограф[303].
- Зедкайя, Джуреланг (65) — государственный деятель Маршалловых Островов, президент (2009—2012)[304].
- Колосов, Павел Гордеевич (93) — участник Великой Отечественной войны, последний из отряда разведчиков Северного флота (отряда В. Н. Леонова)[305].
- Конья, Джим (44) — американский музыкант[306].
- Лусена, Елена (101) — аргентинская актриса, балерина и поэт-песенник[307].
- Салигаскарова, Магафура Галиулловна (92) — советская башкирская оперная певица, народная артистка РСФСР (1957)[308].
- Хамадани, Хоссейн (60) — иранский военный деятель, бригадный генерал Корпуса стражей исламской революции, командир корпуса «Мохаммад Расулалла» (2009—2014)[309];.

## 6 октября
- Арноти, Кристин (84) — французская писательница[310].
- Гёнц, Арпад (93) — венгерский писатель, переводчик и государственный деятель, президент Венгрии (1990—2000)[311].
- Гуревич, Яков Абрамович (91) — советский, молдавский и израильский писатель и журналист, участник Великой Отечественной войны[312].
- Коркоран, Кевин (66) — американский актёр[313].
- Повилайтис, Стасис (68) — литовский эстрадный певец[314].
- Ройал, Билли Джо (73) — американский певец[315].
- Сафронов, Николай Михайлович (83) — советский и российский тренер по лыжам, заслуженный работник физической культуры Российской Федерации (2011)[316].
- Торрес, Кармен Марина (58) — колумбийская актриса («Мария Бонита»)[317].
- Уок, Нил (67) — американский баскетболист (НБА)[318].
- Шляпентох, Владимир Эммануилович (88) — советский и американский социолог[319].

## 5 октября
- Акерман, Шанталь (65) — бельгийский кинорежиссёр, сценарист и актриса; самоубийство[320].
- Альбанезе, Фрэнк (84) — американский киноактёр («Клан Сопрано», «Славные парни»)[321].
- Брезнер, Ларри (73) — американский продюсер[322].
- Ванделоо, Йос (90) — бельгийский писатель[323].
- Диосдадо, Ана (77) — аргентинская актриса и сценарист[324].
- Дочкин, Николай Викторович (90) — советский и российский живописец, народный художник России (2005)[325].
- Журавлёв, Николай Фёдорович (89) — советский передовик производства, аппаратчик завода «Акрихин», почётный гражданин Старой Купавны, Герой Социалистического Труда (1974)[326].
- Инджер, Томрис (67) — турецкая и болгарская актриса («Махмуд и Марьям»)[327].
- Карлос, герцог Калабрийский (77) — глава королевского дома Обеих Сицилий[328].
- Манкель, Хеннинг (67) — шведский писатель детективного жанра и драматург; рак[329].
- Нешумов, Юрий Алексеевич (86) — советский военный деятель, генерал-лейтенант пограничных войск КГБ СССР[330].
- Нойбауэр, Джон (103) — американский литературовед[331].
- Рубин, Эндрю (69) — американский актёр («Полицейская академия»)[332].
- Савицкий, Александр Ануфриевич (91) — советский и белорусский писатель, общественный деятель, лауреат Государственной премии Республики Беларусь (2002)[333].
- Салимов, Зокиржон Салимович (74) — советский и узбекский химик, академик Академии наук Республики Узбекистан[334].
- Сеидов, Надир Мир Ибрагим оглы (83) — советский и азербайджанский химик, академик НАНА[335].
- Эмоли, Флавио (81) — итальянский футболист, игрок «Ювентуса», «Наполи» и сборной Италии, трёхкратный чемпион Италии[336]

## 4 октября
- Барсак, Ив (84) — французский актёр, сын Леона Барсака и племянник Андре Барсака[337][338].
- Григорьев, Анатолий Васильевич (84) — российский фотограф, путешественник, мастер спорта СССР по туризму и парусному спорту[339].
- Дутра, Хосе Эдуардо (58) — бразильский бизнесмен и государственный деятель, генеральный директор Petrobras (2003—2005)[340].
- Заназанян, Оганес Арутюнович (68) — советский футболист, выступавший за ереванский «Арарат», чемпион СССР (1973) и обладатель Кубка страны (1973 и 1975), бронзовый призёр Олимпийских игр в Мюнхене (1972)[341].
- Левашов, Виктор Степанович (76) — советский и российский филолог, профессор, собиратель сибирского фольклора[342].
- Моулз, Джон (66) — ирландский шахматист, чемпион Ирландии (1966, 1971), профессор Ньюкаслского университета, основатель и редактор онлайн-журнала Histos[343][344].
- Павловски, Эдуардо (81) — аргентинский киноактёр и сценарист, внук журналиста А. Я. Павловского, племянник драматурга И. Я. Павловского[345].
- де Рютер, Йоб (85) — нидерландский государственный деятель, министр юстиции (1977—1982), министр обороны (1982—1986)[346].
- Шатенов, Алтынбек Касымбекович (55) — советский и киргизский актёр театра и кино, артист Иссык-Кульского областного музыкально-драматического театра им. Касымалы Джантошева, народный артист Республики Кыргызстан (2010)[347].
- Шевченко, Владимир Антонович (75) — советский и российский художник-мультипликатор («Ну, погоди!», «Тайна третьей планеты» и др.)[348].
- Эдида Нагесвара Рао (81) — индийский кинопродюсер[349].

## 3 октября
- Абдул Кадер, Абдул Рахим Мохидин (78) — шри-ланкийский государственный деятель, министр кооперативов (2001—2004)[350].
- Бартфай, Тибор (93) — словацкий скульптор[351].
- Валицкий, Францишек (94) — польский музыковед, теоретик джаза, поэт-песенник[352].
- Игбал, Джавед (90) — председатель Верховного суда Пакистана (1986—1989)[353].
- Мик, Барбара (81) — американская актриса[354][355].
- Нето, Жуан Лейтардт (57) — бразильский футболист, серебряный призёр Олимпийских игр в Лос-Анджелесе (1984)[356].
- Хили, Денис Уинстон (98) — британский государственный деятель, министр обороны Великобритании (1964—1970), канцлер казначейства Великобритании (1974—1979)[357].

## 2 октября
- Алиева, Наталья Фёдоровна (84) — советский и российский востоковед, главный научный сотрудник Института востоковедения РАН[358].
- Арайди, Наим (65) — израильский писатель и дипломат, посол Израиля в Норвегии (2012—2014)[359].
- Гуд, Кольридж (100) — британский басист[360].
- Дельвалье, Эрик Артуро (78) — панамский государственный деятель, президент Панамы (1985—1988)[361].
- Джаннини, Алекс (52) — британский актёр («Чисто английское убийство»)[362].
- Корзинов, Пётр Александрович (89) — токарь Машиностроительного завода имени М. В. Хруничева, Герой Социалистического Труда (1983)[363].
- Круликовский, Сергей Николаевич (69) — советский футболист, защитник, выступавший за киевское «Динамо» и одесский «Черноморец», трёхкратный чемпион СССР (1966—1968)[364].
- Лагодин, Пивония Дмитриевна (82) — доярка колхоза имени В. И. Ленина Кицманского района Черновицкой области, Герой Социалистического Труда (1986)[365].
- Липский, Любомир (92) — чешский актёр[366].
- Листопадов, Павел Антонович (88) — токарь Саратовского завода приёмно-усилительных ламп, Герой Социалистического Труда (1966)[367].
- Мутенде, Джеймс (53) — угандийский экономист и государственный деятель, министр экономики (с 2011)[368].
- Пейтон, Джонни (92) — британский футболист, выступавший за лондонский «Челси» (1946—1947)[369].
- Потёмкин, Владимир Яковлевич (75) — советский авиатор и организатор авиации, заслуженный пилот СССР[370].
- Смирнов, Владимир Алексеевич (84) — советский и российский литературный переводчик[371].
- Тарасов, Роман Юрьевич (38) — российский легкоатлет, чемпион России в беге на 1500 метров (1999)[372].
- Урманчеев, Равиль Мнирович (61) — советский и российский хоккейный тренер, заслуженный тренер России, заслуженный работник физической культуры РФ[373].
- Фригери, Родольфо (73) — аргентинский экономист и государственный деятель, министр финансов (2001)[374].
- Фрил, Брайан (86) — ирландский писатель, прозаик и драматург[375].
- Чеховская, Евгения Владимировна (33)[значимость?] — российский переводчик и редактор, сотрудник издательства «Терра-Фантастика»[376][неавторитетный источник].

## 1 октября
- Бакота, Божо (64) — югославский футболист, лучший бомбардир чемпионата Австрии по футболу (1982)[377].
- Блудов, Сергей Владимирович (44)[значимость?] — российский актёр театра и кино («День Д», «Марш Турецкого») и театральный режиссёр, заслуженный работник культуры Кубани (2012)[378].
- Броден, Жак (68) — французский фехтовальщик-шпажист, бронзовый призёр летних Олимпийских игр в Токио (1964)[379] Архивная копия от 28 октября 2016 на Wayback Machine.
- Всеволожский, Владимир Алексеевич (83) — советский и российский геолог, доктор геолого-минералогических наук (1977), профессор кафедры гидрогеологии МГУ имени М. В. Ломоносова[380].
- Добряков, Игорь Георгиевич (68) — советский и российский актёр театра (Мариинский театр, Ленинградская студия киноактёра) и кино, заслуженный артист России (1994)[381].
- Кочёлек, Станислав (83) — польский политик, вице-премьер ПНР (1970), посол ПНР в СССР, Бельгии, Тунисе и Люксембурге[382].
- Норузи, Хади (30) — иранский футболист («Персеполис»)[383].
- Пойнтл, Франс (82) — нидерландский писатель[384].
- Реджепова, Усния (69) — югославская и македонская певица[385].
- Сармиенто, Анхелито (68) — филиппинский государственный деятель, мэр Сан-Хосе-дель-Монте (2009—2010), депутат нижней палаты Парламента Филиппин (1992—2001)[386].
- Стрейндж, Джонни (23) — американский альпинист и бейсджампер, мировой рекордсмен; падение с высоты[387].
- Уорк, Джо (67) — шотландский футболист, выступавший за клуб «Мотеруэлл» (1968—1984)[388].
- Шац, Готфрид (79) — австрийский биохимик, лауреат международной премии Гайрднер (1998), медали Уилсона (2000) и премии Фельтринелли (2004)[389].
- Эдвардс, Дон (100) — американский политический деятель, член Палаты представителей США (1963—1995)[390].
- Эрдели, Ольга Георгиевна (88) — советская арфистка, профессор Московской консерватории, народная артистка РСФСР (1986)[391].